# Clidemia obliqua
Clidemia obliqua är en tvåhjärtbladig växtart som beskrevs av August Heinrich Rudolf Grisebach och Célestin Alfred Cogniaux. Clidemia obliqua ingår i släktet Clidemia och familjen Melastomataceae. Inga underarter finns listade i Catalogue of Life.